# 海云乡
海云乡，是中华人民共和国四川省乐山市沐川县曾经下辖的一个乡。2019年12月，撤销海云乡，将其所属行政区域划归黄丹镇管辖。

## 行政区划
海云乡撤销前下辖以下地区：
和平村、同心村、严弯村和青山村。